# Бушен, Николай Михайлович фон
Никола́й Миха́йлович фон Бушен (1748, Рига — 23 сентября 1807) — российский военный. Кавалер Ордена святого Георгия IV степени (26 ноября 1793). Полковник, с 23 ноября 1798 — генерал-майор. Отец Х. Н. Бушена.
Балтийский немец евангелическо-лютеранского вероисповедания. Крещён 16 октября 1748 года.
Командир Роченсальмского гарнизонного полка с 2 июля по 23 ноября 1798 года, шеф Селенгинского гарнизонного полка с 23 ноября 1798 года по 4 марта 1800 года.
Жена — Елизавета Хрисанфовна (Элизабет Вильгельмина), урождённая Леман (Liemann) из Санкт-Петербурга, дети: Христиан, Елизавета, Софья (1790-е — после 1813). После смерти мужа Елизавета Хрисанфовна вышла замуж за Алексея Ульяновича Болотникова.
Похоронен в Дикли.